# DKSH
 (février 2020).
DKSH est un groupe proposant des services aidant à l’expansion de marché, particulièrement en Asie, et dont le siège est à Zurich, Suisse. Comme l’expression « services à l’expansion de marché » le suggère, il aide les entreprises à accroitre leurs parts de marché et à conquérir de nouveaux territoires. 

## Histoire[5]
Dans les années 1860, trois entrepreneurs suisses ont navigué vers l’Est en direction de l’Asie. Au fil des années ils ont créé des sociétés implantées en Asie du Sud-Est, en Chine, au Japon, et dans la région est de l’Asie Pacifique.
Le groupe Diethelm et le groupe Keller unissent officiellement leurs forces en 2000.
En 2002, Diethelm Keller Services Asia et SiberHegner forment le groupe DKSH. Depuis lors, DKSH a évolué d’une société de négoce, en un fournisseur de services d’expansion de marché.
En 2012, DKSH devient une société cotée en bourse à la SIX Swiss Exchange.

## Activités
DKSH propose des services qui incluent l‘organisation et la logistique de la chaine de valeur pour l’approvisionnement, la recherche et l’analyse, le marketing, les ventes, la distribution, la logistique et le service après-vente.
DKSH est présent dans 37 pays à travers 870 implantations en Asie-Pacifique, Europe et aux Amériques.

## Actionnaires
Liste des principaux actionnaires au 13 novembre 2023.
| DKH Holding                       | 45,0% |
| Black Creek Investment Management | 3,02% |
| autres                            | 52.0% |